# Ofuda
O Ofuda (em japonês:御札) é um talismã xintoísta, também conhecido como shinpu (神符). Increve-se nele, por exemplo, o nome de um kami (神, ser com poderes que um ser humano comum não tem como: espíritos da natureza, protetores ancestrais, divindades relacionadas à prática religiosa do Xintoísmo.), de um santuário xintoísta. Os ofudas também podem ser cartões ou pedaços de madeira, pano ou metal contendo a representação do kami no 1° sentido: Significado do ideograma 神 nas palavras 'seishin' (精神 - mente, espírito) ou 'shinsen' (神 - eremita chinês com poderes sobrenaturais). Este significado veio da língua chinesa. .
Sua troca tem que ser realizada anualmente, antes do Ano Novo. Eles podem ser pendurados em pilares, em portas ou em tetos. Acredita-se que eles protegem as famílias, trazendo boas-sortes.
Resumo:
1. Talismã escrito em papel,que carrega um feitiço escrito que se torna real.
2. Talismã xintoísta.
3. Talismã de papel,folha de metal ou de madeira que é escrito o que você quer que se torne real ou que aconteça, e/ou magia milenar Japonesa.